# 朗沙伊德
朗沙伊德是德国莱茵兰-普法尔茨州的一个市镇。总面积2.54平方公里，总人口91人，其中男性46人，女性45人（2011年12月31日），人口密度36人/平方公里。